# Pohřebačka
Pohřebačka je vesnice, část obce Opatovice nad Labem v okrese Pardubice. Nachází se asi 1,5 km na severozápad od Opatovic nad Labem. V roce 2009 zde bylo evidováno 182 adres. V roce 2011 zde trvale žilo 591 obyvatel.
Pohřebačka je také název katastrálního území o rozloze 4,05 km2.

## Historie
Pohřebačka má dlouhou historii sahající téměř až do 13. století. Ves s největší pravděpodobností vznikla slučováním menších sídlišť. Je možné, že výchozím místem pro tento proces se stala usedlost, kterou obýval osadník, jenž se zabýval pohřbíváním. Postupem času se z „pohřebačovy usedlosti“ stala středověká ves Pohřebačka. Celý vývoj organizoval a řídil majitel zdejšího území - benediktinský klášter, který působil nedaleko v místě dnešního katastru Opatovic nad Labem.

## Doprava
Prochází tudy železniční trať Pardubice – Hradec Králové, na které je zde zřízena železniční stanice Opatovice nad Labem-Pohřebačka (do prosince 2014 Opatovice nad Labem). Ze stanice vychází spojka do odbočky Plačice na železniční trať Velký Osek – Hradec Králové. Před zdvoukolejněním trati směrem na Stéblovou vycházela ze stanice frekventovaná vlečka do elektrárny Opatovice.
Při modernizaci přilehlého úseku trati (směr Stéblová) byla zřízena nová zastávka Opatovice nad Labem blíže Opatovicím (ale stále ještě v k. ú. Pohřebačka) a zaústění vlečky bylo přeloženo do trati až za zastávku. Tehdy přestaly vlaky osobní přepravy v původní stanici v Pohřebačce zastavovat, ale především na požadavek obyvatel Březhradu bylo změnou od 4. 4. 2016 obnoveno zastavování zhruba každého druhého vlaku.
Má zde sídlo autobusový dopravce C A R - T O U R spol. s r.o., který provozuje kolem 12 autobusových linek ve východních Čechách.

## Kultura, sport a rekreace

### Bačinova vila
V severovýchodních partiích Pohřebačky mezi nádražím a později vzniklým písníkem stojí vila číslo popisné 45, kterou nechal roku 1906 postavit místní továrník Josef Bačina. Inspirací k podobě objektu mu byla budova sanatoria, ve kterém se léčil jeho syn. Na počátku 21. století prošla Bačinova vila rekonstrukcí, při níž se její vnitřní dispozice změnily a v objektu se nachází třináct bytových jednotek.

### Pohřebačský jarmark
Od roku 2011 se v obci každoročně u příležitosti svátku svatého Václava (28. září) pořádá společenský festival nazvaný Pohřebačský jarmark, kterého se účastní jak řemeslníci, tak různí zpěváci.

### Oddíl národní házené
Oddíl národní házené v Pohřebačce pod názvem Slavoj Pohřebačka byl založen v roce 1943. Svojí činností navázal na práci Humanitního a vzdělávací ho spolku, který v obci působil v letech 1925 až 1932 a Vzdělávacího a sportovního kroužku. Roku 1948 byl v rámci organizačních změn oddíl převeden pod Sokol Opatovice, po jehož hlavičkou stále působí.

### Písník
Mezi železniční tratí a tak řečenou hradubickou silnicí leží Opatovický písník, na kterém byla ukončena těžba roku 2001. Od té doby se přeměňuje na rekreační areál, zahrnující také nudistickou pláž, vyhlášený - na podmínky přírodního koupaliště - čistou vodou.